# مونت هايتس (كيبك)
مونت هايتس (بالإنجليزية: Morin-Heights, Quebec)‏ هي بلدية محلية في كيبيك تقع في كندا في Les Pays-d'en-Haut Regional County Municipality. يقدر عدد سكانها بـ 3,925 نسمة ومساحتها 59.40 كم2 .